# Salvijus Berčys
Salvijus Berčys (* 8. September 1989 in Vilnius) ist ein litauischer Schachspieler, der seit 2003 für den US-amerikanischen Schachbund spielt.

## Leben
Mit sechs Jahren begann Salvijus Berčys, im Haus seiner Tante Schach zu spielen. Trainiert wurde er vom Internationalen Meister Algirdas Bandza und dem FIDE-Meister Risardas Fichmanas. Eröffnungstheorie, vor allem in der Königsindischen Verteidigung lernte er bei FM Donatas Lapienis. Vereinsschach spielte er in Litauen für den Vilnius Chess Club, in der United States Chess League spielte er von 2009 bis 2011 für Dallas Destiny.

## Erfolge
Bei der U14-Weltmeisterschaft 2002 in Iraklio erreichte Berčys einen geteilten dritten Platz. Ebenfalls einen geteilten dritten Platz erreichte er beim Halbfinale der litauischen Einzelmeisterschaft 2003 in Vilnius, womit er sich für die litauische Meisterschaft in Alytus qualifizierte, bei der er jedoch Letzter wurde. Als Salvijus Bercys im Juni 2003 im Alter von 13 Jahren in die Vereinigten Staaten übersiedelte, hatte er eine Elo-Zahl von 2255. Ähnlich wie der gleichaltrige heutige Schachgroßmeister Alex Lenderman und der zwei Jahre jüngere heutige Großmeister Robert L. Hess ging er zur Edward R. Murrow High School in Brooklyn, an der Schach gefördert wird. 2003 gewann er die offene US-Juniorenmeisterschaft in New York. Durch diesen Sieg gewann er ein Vier-Jahres-Stipendium der University of Texas at Dallas, an der er inzwischen studiert. 2006 gewann er das New York August Open.
Seit Januar 2007 trägt Salvijus Berčys den Titel Internationaler Meister. Die Normen hierfür erzielte er beim World Open 2004 in Philadelphia, bei der US-Einzelmeisterschaft 2005 in San Diego sowie beim World Open 2006. Seine Elo-Zahl beträgt 2447 (Stand: Januar 2021), er wird jedoch als inaktiv geführt, da er seit dem im April 2013 ausgetragenen 2013 Final 4 of College Chess in Rockville (Maryland) keine gewertete Partie mehr gespielt hat. Berčys erreichte im Juli 2011 seine bisher höchste Elo-Zahl von 2487.